# 雅瓦里河
雅瓦里河（葡萄牙語：Rio Javari）是南美洲的河流，屬於亞馬遜河的支流，河道全長1,180公里，集水區面積約90,000平方公里，發源自秘魯，流經該國與巴西接壤的邊境。
7°06′51″S 73°48′04″W / 7.11422°S 73.8012°W